# نصف‌النهار ۸۹ درجه شرقی
نصف‌النهار ۸۹ درجه شرقی ۸۹مین نصف‌النهار شرقی از گرینویچ است که از لحاظ زمانی ۵ساعت و ۵۶دقیقه با گرینویچ اختلاف زمانی دارد.
این نصف‌النهار از قطب شمال شروع و از مناطق زیر گذشته و به قطب جنوب ختم می‌شود.
- روسیه
- چین
- اقیانوس هند